# Livingston County (Illinois)
Das Livingston County ist ein County im US-amerikanischen Bundesstaat Illinois. Im Jahr 2010 hatte das County 38.950 Einwohner und eine Bevölkerungsdichte von 14,4 Einwohnern pro Quadratkilometer. Der Verwaltungssitz (County Seat) ist Pontiac.

## Geografie
Das County liegt im mittleren Nordosten von Illinois, etwa auf halber Strecke zwischen Chicago und Springfield und wird vom Vermilion River durchflossen, einem Nebenfluss des Illinois River. Es hat eine Fläche von 2708 Quadratkilometern, wovon vier Quadratkilometer Wasserfläche sind. An das Livingston County grenzen folgende Nachbarcountys:
| LaSalle County  | Grundy County | Kankakee County |
| Woodford County |               |                 |
| McLean County   |               | Ford County     |

## Geschichte

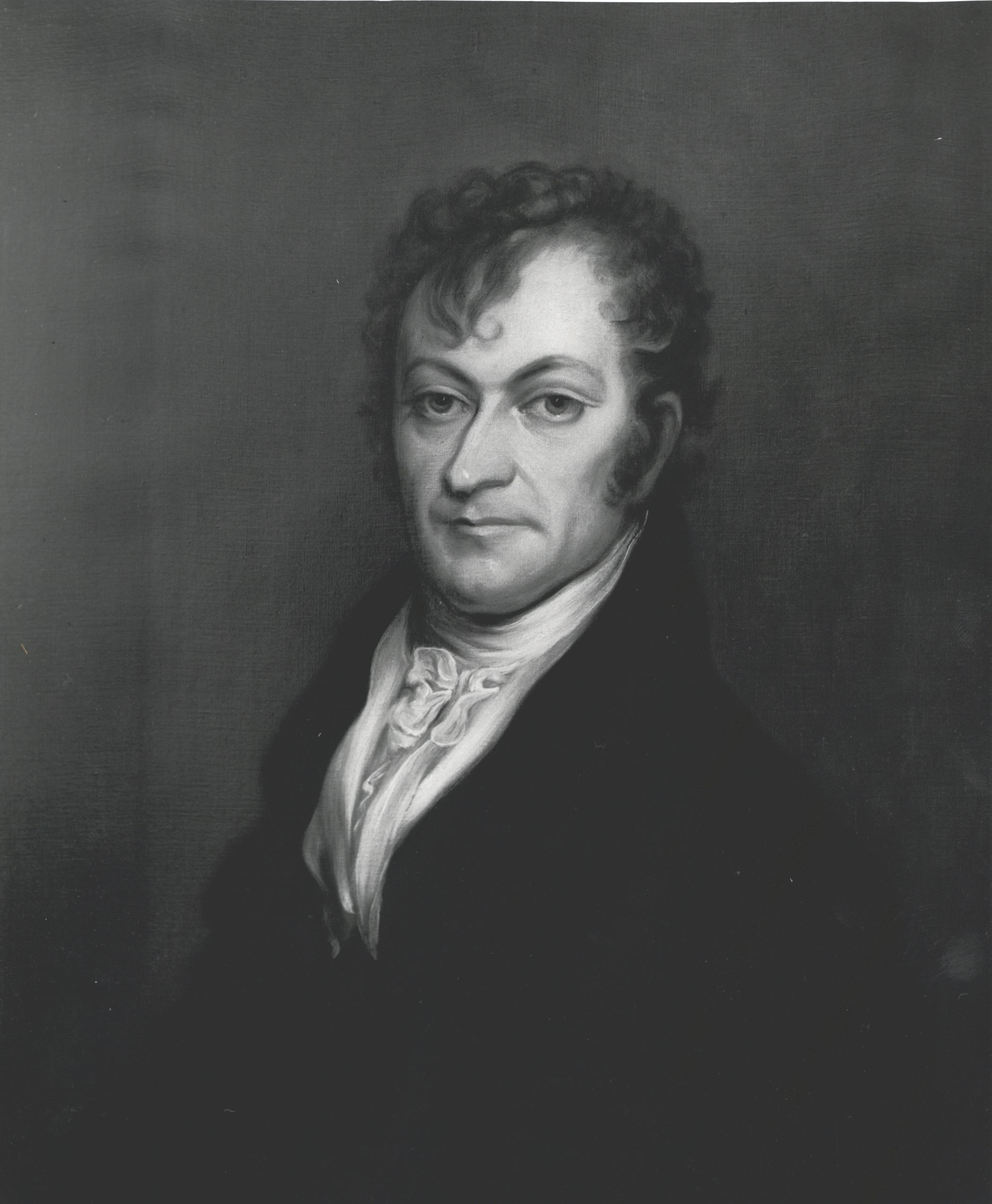
Livingston

Livingston County wurde am 27. Februar 1837 aus Teilen des McLean-, La Salle- und Iroquois County gebildet. Benannt wurde es nach Edward Livingston, einem US-amerikanischen Juristen, Politiker, Staatsmann und Außenminister. Livingston war Bürgermeister von New York und repräsentierte New York im Repräsentantenhaus. Später war er für Louisiana in beiden Häusern des Kongresses und Minister für Frankreich.

## Demografische Daten
Nach der Volkszählung im Jahr 2010 lebten im Livingston County 38.950 Menschen in 14.484 Haushalten. Die Bevölkerungsdichte betrug 14,4 Einwohner pro Quadratkilometer. In den 14.484 Haushalten lebten statistisch je 2,37 Personen.
Ethnisch betrachtet setzte sich die Bevölkerung zusammen aus 92,8 Prozent Weißen, 5,2 Prozent Afroamerikanern, 0,2 Prozent amerikanischen Ureinwohnern, 0,6 Prozent Asiaten sowie aus anderen ethnischen Gruppen; 1,1 Prozent stammten von zwei oder mehr Ethnien ab. Unabhängig von der ethnischen Zugehörigkeit waren 4,1 Prozent der Bevölkerung spanischer oder lateinamerikanischer Abstammung.
22,2 Prozent der Bevölkerung waren unter 18 Jahre alt, 62,0 Prozent waren zwischen 18 und 64 und 15,8 Prozent waren 65 Jahre oder älter. 49,9 Prozent der Bevölkerung war weiblich.

Das jährliche Durchschnittseinkommen eines Haushalts lag bei 52.835 USD. Das Pro-Kopf-Einkommen betrug 23.530 USD. 10,7 Prozent der Einwohner lebten unterhalb der Armutsgrenze.

## Ortschaften im Livingston County
| Citys - Fairbury - Pontiac - Streator1 | Town - Chatsworth |

Villages
| - Campus - Cornell - Cullom - Dwight2 | - Emington - Flanagan - Forrest - Long Point | - Odell - Reddick3 - Saunemin - Strawn |

Unincorporated Communities
| - Ancona - Blackstone - Blair - Budd - Cayuga - Cereal | - Champlin - Charlotte - Eylar - Graymont - Griswold - Lodemia | - Loretta - Manville - McDowell - Missal - Munster - Nevada | - Ocoya - Reading - Risk - Rowe - Rugby - Scovel | - Smithdale - South Streator - Sunbury - Swygert - Vermilion City - Wing |

1 – überwiegend im LaSalle County

2 – teilweise im Grundy County

3 – überwiegend im Kankakee County

## Gliederung
Das Livingston County ist in 30 Townships eingeteilt:
| Township               | Einwohner (2010) | FIPS     |
| ---------------------- | ---------------- | -------- |
| Amity Township         | 866              | 17-01348 |
| Avoca Township         | 405              | 17-03194 |
| Belle Prairie Township | 135              | 17-04780 |
| Broughton Township     | 313              | 17-08888 |
| Charlotte Township     | 136              | 17-12606 |
| Chatsworth Township    | 1.366            | 17-12723 |
| Dwight Township        | 4.494            | 17-21371 |
| Eppards Point Township | 427              | 17-24309 |
| Esmen Township         | 326              | 17-24426 |
| Fayette Township       | 271              | 17-25700 |

| Township              | Einwohner (2010) | FIPS     |
| --------------------- | ---------------- | -------- |
| Forrest Township      | 1.605            | 17-27039 |
| Germanville Township  | 67               | 17-29106 |
| Indian Grove Township | 4.297            | 17-37244 |
| Long Point Township   | 498              | 17-44589 |
| Nebraska Township     | 1.433            | 17-51895 |
| Nevada Township       | 1.335            | 17-52077 |
| Newtown Township      | 733              | 17-52883 |
| Odell Township        | 1.276            | 17-55184 |
| Owego Township        | 328              | 17-57056 |
| Pike Township         | 240              | 17-59780 |

| Township                | Einwohner (2010) | FIPS     |
| ----------------------- | ---------------- | -------- |
| Pleasant Ridge Township | 252              | 17-60612 |
| Pontiac Township        | 13.049           | 17-61028 |
| Reading Township        | 2.046            | 17-63017 |
| Rooks Creek Township    | 567              | 17-65520 |
| Round Grove Township    | 371              | 17-65988 |
| Saunemin Township       | 666              | 17-67808 |
| Sullivan Township       | 724              | 17-73482 |
| Sunbury Township        | 229              | 17-73781 |
| Union Township          | 240              | 17-76680 |
| Waldo Township          | 255              | 17-78409 |